# ماركو يوفانوفيتش (لاعب كرة قدم)
ماركو يوفانوفيتش (21 أكتوبر 1978 بنيش في صربيا - ) هو لاعب كرة قدم صربي في مركز الهجوم. لعب مع تشورنومورتس أوديسا ورادنيتشكي نيش وزاغويمبيه لوبين ونادي فلازنيا شكودر ونادي فويفودينا وهايدوك كولا وطمشوار 1933 ‏ وSichuan First City F.C. ‏ وFK Zvezdara ‏ ونادي بروليتر نوفي ساد وRFK Novi Sad 1921 ‏ وKF Bylis ‏ وبانات زرنيانين ‏ ونادي ديشيتش.

## وصلات خارجية
- ماركو يوفانوفيتش (لاعب كرة قدم) على موقع اتحاد أوكرانيا (الإنجليزية)
- ماركو يوفانوفيتش (لاعب كرة قدم) على موقع قاعدة بيانات كرة القدم.إي يو (الإنجليزية)
- ماركو يوفانوفيتش (لاعب كرة قدم) على موقع Soccerway.com (الإنجليزية)
- ماركو يوفانوفيتش (لاعب كرة قدم) على موقع عالم كرة القدم.نت (الإنجليزية)